# Střih (šablona)

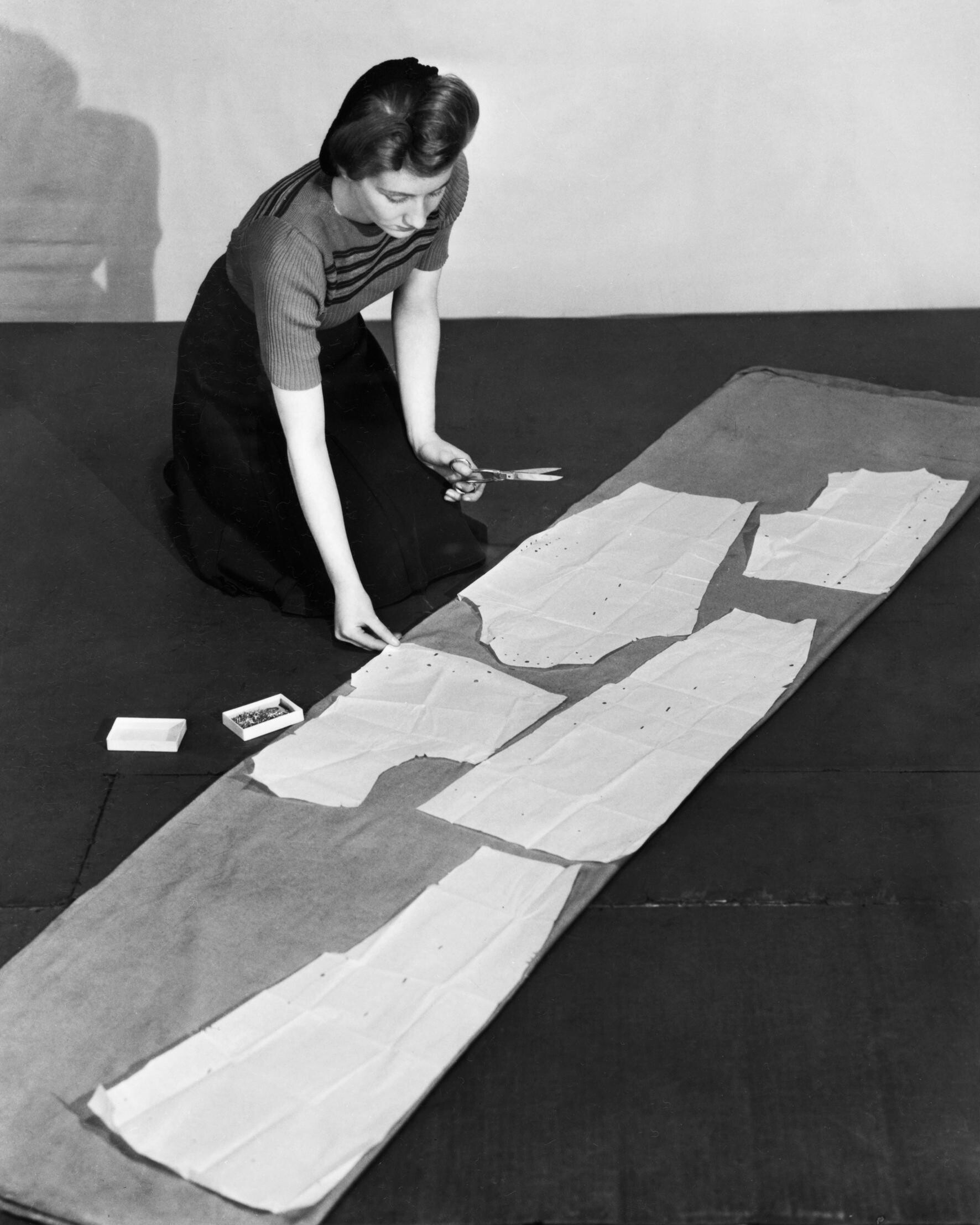
Žena pokládá krejčovské šablony na látku, z níž mají být vystřiženy části oděvu

Střih (též střihový vzor nebo krejčovská šablona) je předloha pro stříhání textilní látky, usně nebo jiného materiálu určeného pro oděv. Většinou sestává z více částí. Vystříhané části se potom sešijí a vznikne oděv. Střihové vzory se vyrábějí z papíru nebo pro větší trvanlivost z lepenky a jiných tvrdých materiálů.

## Získání střihového vzoru
V případě nejjednodušších oděvů (a schopnějších krejčí) šablona není potřeba, popř. dráha střihu vznikne „od ruky“ krejčího, se znalostí měr nositele oděvu, proporcí, rezerv a okrajů pro švy.
Stále populární jsou módní časopisy pro příležitostné amatérské krejčové, typicky ženy v domácnosti. Vybrané střihy vycházejí v přílohách, nebo speciálních vydáních sestávajících pouze ze šablon. V Československu to byl časopis Burda. V této podobě bývají krejčovské šablony tištěny na papíru většího formátu (např. A2) pro více oděvů přes sebe a (nejde-li o doplňky) většinou i ve více velikostech. Pro přehlednost jsou pak výsledné dráhy střihu rozlišeny barevně, tloušťkou nebo stylem čáry nebo pomocnými popisky u čar. Získání šablony pak vyžaduje obrys kýženého oděvu v dané velikosti obkreslit na dostatečně velký poloprůhledný papír a tvar z něj vystřihnout. Ojediněle, v případě hodně průhledných materiálů (např. šifón), lze vzor překreslit rovnou z přílohy.
V posledních několika letech s rozšířením počítačů a internetu do domácností lze střihy získat (tj. koupit si je či dostat zdarma) on-line. Střihy v tomto podání bývají rozděleny tak, aby se daly vytisknout na papír formátu letter nebo A4. Zájemce si je vytiskne, případně zastřihne okraje, sestaví vytisknuté stránky k sobě podle návodu a slepí lepicí páskou, čímž je současně zpevní.
Poté, co střihový vzor vznikne, se jeho části přiloží na textilii, obkreslí krejčovskou křídou (s případnými rezervami a okraji pro švy). Je přitom potřeba jednotlivé části uspořádat tak, aby vzniklo co nejméně odpadu (dále nepoužitelných odstřižků látky).
Protože značná část oděvů bývá symetrická, resp. obsahuje symetrické části, často se překresluje na textilii přehnutou na dvě vrstvy. V případě domácího šití a v zakázkových krejčovstvích krejčí nebo krejčová stříhá krejčovskými nůžkami. V manufakturách na konfekci se používají střihové vzory z plastu a stříhá se hned několik vrstev pro několik oděvů najednou. Střih (v tomto případě řez) se provádí kruhovým nožem (o stejném principu jako řezátko na pizzu). Fáze obrysu krejčovskou křídou zde odpadá. Moderní krejčovské salóny dokáží vzory vytvořit popř. modifikovat z předpřipravených vzorů na počítači na základě měr svých klientů a vytisknout je na velkoformátové tiskárně. Ve větších a modernějších textilních továrnách střih (řez) provádí řezací plotter C-nožem, též bez předchozího nákresu, podle střihového vzoru nahraného v operační paměti.